# Tipula volens
Tipula volens är en tvåvingeart som beskrevs av Alexander 1944. Tipula volens ingår i släktet Tipula och familjen storharkrankar.
Artens utbredningsområde är Peru. Inga underarter finns listade i Catalogue of Life.